# Handschuheim
Handschuheim è un comune francese di 301 abitanti situato nel dipartimento del Basso Reno nella regione del Grand Est.

## Storia

### Simboli
Lo stemma del comune di Handschuheim si blasona:
Era l'emblema della famiglia Bergers de Geispolsheim, signori del luogo nel XV secolo.

## Società

### Evoluzione demografica
Abitanti censiti